# Eustis (Nebraska)
Eustis es una villa ubicada en el condado de Frontier en el estado estadounidense de Nebraska. En el Censo de 2010 tenía una población de 401 habitantes y una densidad poblacional de 366,02 personas por km².

## Geografía
Eustis se encuentra ubicada en las coordenadas 40°39′52″N 100°1′46″O / 40.66444, -100.02944. Según la Oficina del Censo de los Estados Unidos, Eustis tiene una superficie total de 1.1 km², de la cual 1.1 km² corresponden a tierra firme y (0%) 0 km² es agua.

## Demografía
Según el censo de 2010, había 401 personas residiendo en Eustis. La densidad de población era de 366,02 hab./km². De los 401 habitantes, Eustis estaba compuesto por el 98.5% blancos, el 0% eran afroamericanos, el 0% eran amerindios, el 0.5% eran asiáticos, el 0% eran isleños del Pacífico, el 0.25% eran de otras razas y el 0.75% pertenecían a dos o más razas. Del total de la población el 1.25% eran hispanos o latinos de cualquier raza.